# Пијаца
Пијаца, пијац или тржница је посебно издвојени и уређени простор у коме се продају роба и услуге. Традиционално се налазе у центру насеља. Продавци на пијаци излажу своју робу, а купци траже робу која им је потребна. Пијаце постоје још од античких времена, а широм света још увек се налазе бројне пијаце.

## Уопштено
Пијаца може бити наткривени или отворени простор са тезгама на којима је изложена роба која се пушта у продају. Тезге су, зависно од врсте робе која се продаје, опремљене вагом, благајном и истакнутим ценама производа. 
На пијаци своју робу првенствено продају њени власници (сељаци, рибари), продавци који нису професионални трговци и не представљају никакву фирму односно компанију. За разлику од осталих продавница и трговачких кућа, најчешће је дозвољено погађање између купца и продавца за што повољнију цену а цена се у току дана може мењати више пута - у зависности од понуде и потражње. У неким организованим економијама су продавци на пијацама пријављени и регистровани као произвођачи или као порески обвезници.
За пијаце је карактеристично одсуство строге контроле, осим за неке аспекте трговине као што је контрола ваге за робу која се мери или контрола исправности меса за продају заклане стоке.

## Врсте пијаца

### Зелена пијаца
Зелена пијаца је углавном намењена трговини поврћем и воћем, млечним производима, месом, месним прерађевинама, јајима, лековитим биљем и осталим прехрамбеним производима. У неким случајевима се захтева да продавац има дозволу за продају или доказ да је сам произвођач робе коју продаје.

### Рибља пијаца
Рибарница или пескарија је намењена трговини рибом, шкољкама, лигњама и осталим морским и слатководним организмима. 

### Бувља пијаца
Бувља пијаца (колоквијални израз је „бувљак“) је посебна врста пијаце и није најјасније како је настао овај назив. На бувљаку се тргује свим и свачим, али првенствено половном робом. На бувљацима се у понуди може наћи роба као што су ауто-делови, изношена одећа и обућа, техничка роба и остало.
Бувљаци такође нуде и нову робу, попут: одеће и обуће, техничке робе, али и кућних љубимаца, и другог. Врло често се на бувљацима може наћи и роба која се не сме пуштати у промет, јер је то фалсификована роба са лажним етикетама познатих робних марки.

## Галерија
- Зелена пијаца у Земуну
- Зелена пијаца у Сомбору
- Бувљак, Миљаковац, Београд
- Рибља пијаца у Есаури
- Недељни  Farmers' Market у Сијетлу
- Бувља пијаца у Ел Џему